# Odontocera lineatocollis
Odontocera lineatocollis là một loài bọ cánh cứng thuộc họ Xén tóc.